# Porto de Luanda
Porto de Luanda är en hamn i Angola.   Den ligger i provinsen Luanda, i den nordvästra delen av landet, 9 kilometer nordost om huvudstaden Luanda. Porto de Luanda ligger 28 meter över havet. Runt Porto de Luanda är det tätbefolkat, med 849 invånare per kvadratkilometer.. Närmaste större samhälle är Luanda, 8,7 kilometer sydväst om Porto de Luanda.
Omgivningarna runt Porto de Luanda är i huvudsak ett öppet busklandskap.